# Festival bunjevački’ pisama 2003.
Festival bunjevački’ pisama 2003. bio je treće izdanje tog festivala. 
Održan je u 24. lipnja.

Mjesto izvođenja je bio Hrvatski kulturni centar "Bunjevačko kolo".

Izvođače je pratio Festivalski orkestar Hrvatskog kulturnog centra "Bunjevačko kolo". 

Izvedeno je 15 pjesama.
U revijalnom dijelu programa, nastupili su sastav "Tamburaši za dušu" iz Vinkovaca i Zvonko Bogdan.
Suci su dodijelili nagrade pjesmama: prvu nagradu pjesmi  "Modre zore" Nele Skenderović, drugu nagradu je dobila pjesma "Subotica" Branka Ivanković Radakovića, a treću nagradu je dobila pjesma Stipana Prćića Baće "Subotice, grade od davnina".

Nagrada publike je otišla pjesmi "Moja pisma", koju je izveo pjevač Antun Letić Nune. 

Nagradu za najbolju izvedbu je dobio pjevač Josip Francišković. 

Najboljim tekstom je proglašen tekst pjesme "Kad smo kadgod gazde bili" Tomislava Kopunovića. 

Nagradu za najbolji aranžman je dobio Vojislav Temunović za pjesmu "Molitva". 

Pobijedila je pjesma, koju je izvela pjevačica Antonija Piuković.

## Vanjska poveznica
- Zvonik Održan III. Festival bunjevački pisama